# Plasma convalescente
Il plasma convalescente è il plasma raccolto da un sopravvissuto ad una malattia infettiva. Questo plasma contiene anticorpi specifici contro un microorganismo patogeno e può essere usato come terapia per fornire immunità passiva quando trasfuso ad un paziente appena infettatosi con lo stesso microorganismo.
La raccolta è tipicamente ottenuta attraverso la plasmaferesi, ma nei Paesi a reddito medio-basso, la terapia può essere somministrata anche come sangue intero convalescente.
Il plasma convalescente può essere trasfuso così come è stato raccolto o rappresentare il materiale di partenza per derivati industriali quali il siero iperimmune o per gli l'isolamento di anticorpi monoclonali contro il patogeno; è importante notare come, mentre questi ultimi prodotti di solito consistono esclusivamente di anticorpi di classe IgG, il plasma convalescente include anche le classi IgA ed IgM, il che ha rilevanza per la penetrazione degli anticorpi nelle mucose.
Dopo l'introduzione degli antibiotici, l'uso del siero o del plasma come terapia per le malattie infettive è stato ristretto principalmente a terapia sostitutiva per pazienti con deficit anticorpali o nel contesto di epidemie o pandemie virali per le quali non erano disponibili farmaci antivirali. L'uso moderno ha anche incluso alcuni studi clinici controllati randomizzati che hanno fornito una conclusiva prova di efficacia.

## Storia
Nel 1890, Emil von Behring e Shibasaburo Kitasato usarono il siero convalescente ottenuto da grandi mammiferi per trattare le malattie infettive e trovarono che era particolarmente efficace nel prevenire e trattare la difterite. Il siero e il plasma convalescente differiscono perché il primo include i fattori della coagulazione, ma i due prodotti sono entrambi confrontabili per quel che riguarda il contenuto anticorpale. In generale, gli studi iniziali erano incentrati sul siero, mentre quelli odierni usano il plasma.  A seguito della scoperta di von Behring e Kitasato, la terapia anticorpale attirò l'interesse del mondo intero come trattamento contro i microorganismi patogeni. Von Behring fu premiato per le sue scoperte col primo Premio Nobel per la Fisiologia o Medicina nel 1901.
Prima dello sviluppo degli antibiotici negli anni '30, la terapia anticorpale, sotto forma di terapia col siero, era la modalità principale di trattamento per molte infezioni batteriche e virali. Questo trattamento sembra aver ridotto la mortalità da meningite meningococcica, polmonite, ed erisipela.  In aggiunta, la terapia con anticorpi sembra essere stata efficace nel prevenire l'infezione dopo l'esposizione al morbillo, alla parotite ed alla varicella.

### L'influenza spagnola
La pandemia del 1918 di influenza spagnola fu causata da un virus influenzale H1N1 di origine aviaria, e circa 500 milioni di persone, ovvero un terzo della popolazione mondiale, fu infettata da questo virus.  La pandemia di influenza spagnola fu la prima pandemia in cui si usò il plasma convalescente come terapia. Una meta-analisi del 2006 su 8 studi condotti ai tempi dell'influenza spagnola, per un totale di 1703 pazienti, ha dimostrato che i pazienti infetti che ricevevano il plasma convalescente avevano un rischio assoluto di mortalità del 21% minore rispetto ai pazienti non trattati col plasma (16% vs. 37%). In linea coi principi generali della terapia antivirale, i benefici più significativi in termini di guarigione clinica e mortalità furono notati nei pazienti che ricevettero il siero convalescente negli stadi iniziali della malattia.

### Febbre emorragica argentina
Identificata per la prima volta nel 1958, la febbre emorragica argentina è una malattia, trasmessa da roditori e causata dall'arenavirus Junin, che è endemica nelle pampas umide dell'Argentina. Il plasma convalescente è stato usato durante l'epidemia di febbre emorragica argentina; uno studio randomizzato controllato condotto in doppio cieco dal 1974 al 1978 ha dimostrato che i pazienti trattati con plasma convalescente nei primi 8 giorni di malattia avevano una mortalità assoluta del 15.4% più bassa rispetto ai pazienti trasfusi con plasma non convalescente (1.1% vs. 16.5%). Simili risultati furono descritti in successivi focolai di febbre emorragica argentina.

### L'epidemia di SARS
Nel 2003, un nuovo coronavirus, SARS-CoV-1, causò una epidemia di sindrome respiratoria grave acuta (SARS). Il plasma convalescente è stato usato per trattare la SARS; la ricerca più estesa sul plasma convalescente durante quel focolaio ha coinvolto 80 pazienti a Hong Kong.. In quella analisi retrospettiva, i pazienti che ricevevano il plasma convalescente erano suddivisi nei gruppi uso precoce e tardivo, utilizzando 14 giorni tra l'esordio di sintomi e la trasfusione come punto di divisione. In confronto al gruppo trasfuso tardivamente, il gruppo precoce aveva una prognosi migliore, come evidenziato dal maggior tasso di dimissioni ospedaliere al giorno 22 (58% versus 16%). Una meta-analisi che ha incluso 8 studi osservazionali e 214 pazienti con SARS ha dimostrato un beneficio sulla mortalità a seguito della trasfusione di plasma convalescente. Ulteriori studi non hanno potuto essere condotti perché la pandemia si è estinta rapidamente.

### L'influenza suina
Nel 2009, un particolare ceppo di influenza A (H1N1) che aveva evaso i vaccini stagionali per l'influenza causò una pandemia influenzale, nota come influenza suina (Pandemia influenzale del 2009-2010). Il plasma convalescente venne usato per trattare individui con infezione da H1N1 grave che richiedevano terapie intensive. Nonostante l'uso molto tardivo nel corso della malattia, i pazienti trattati con plasma convalescente avevano una ridotta carica virale nel tratto respiratorio, livelli di citochine sieriche ridotte, e mortalità ridotta.

### L'epidemia di MERS
La MERS è una infezione causata dal coronavirus associato a MERS (MERS-CoV), che è ritenuto essersi originato nei pipistrelli. Il primo caso fu identificato nel giugno 2012 a Jeddah, in Arabia Saudita, e la maggior parte dei casi sono stati diagnosticati nella penisola arabica. La terapia con plasma convalescente è stata usata per trattare la MERS con risultati misti; all'inizio singoli pazienti e serie di pazienti nell'epidemia di MERS non mostravano beneficio clinico dopo la trasfusione di plasma convalescente contenente livelli di anticorpi neutralizzanti ignoti. In linea col principio secondo cui maggiori livelli di anticorpi nel plasma convalescente si traducono in maggior efficacia clinica, un successivo studio dimostrò che la trasfusione di plasma convalescente contenente un alto titolo di anticorpi neutralizzanti contro MERS-CoV si traduceva nella sieroconversione del ricevente. Questi riscontri evidenziano una sfida della terapia col plasma convalescente, ovvero che i convalescenti possono non produrre un alto titolo di anticorpi neutralizzanti, e quindi non tutte le unità di plasma convalescente sono ugualmente potenti.

### L'epidemia di Ebola
La malattia da virus Ebola fu scoperta nel 1976, quando 2 focolai consecutivi di febbre emorragica fatale occorsero in parti diverse dell'Africa centrale. Il trattamento col plasma convalescente è stato usato durante il focolaio di Ebola del 2013-2016; un piccolo studio non randomizzato in Sierra Leone ha rivelato una sopravvivenza significativamente più lunga nei pazienti trasfusi con sangue intero convalescente rispetto a quelli che ricevevano le cure standard. Inoltre, 2 pazienti con Ebola che erano stati trasferiti negli USA furono trattati con plasma convalescente ed un farmaco sperimentale basato su small interfering RNA, ed entrambi sopravvissero alle loro infezioni.

### La pandemia da COVID-19
Nel 2019 un nuovo coronavirus, SARS-CoV-2, in grado di causare la COVID-19, si è diffuso rapidamente nel mondo dopo essere stato inizialmente identificato a Wuhan, Cina. Ad inizio 2020, il plasma convalescente iniziò ad essere usato in casi isolati e piccole serie di pazienti in Cina ed in Italia (in particolare a Pavia e Mantova dal dottor Giuseppe De Donno). La terapia col plasma convalescente fu somministrata negli Stati Uniti tramite un programma di accesso allargato (Expanded Access Program) finanziato dalla BARDA e guidato dalla Mayo Clinic, considerato il miglior ospedale del mondo da molti istituti internazionali, e in seguito la FDA emise una autorizzazione per uso emergenziale (Emergency Use Authorization). I dati dal programma di accesso allargato hanno dimostrato che, tra i pazienti che non erano ventilati meccanicamente, quelli trasfusi con plasma ad alto titolo avevano una mortalità inferiore rispetto a quelli che avevano ricevuto plasma convalescente a basso titolo (14.2% vs. 22.2%).
Relativamente all'inizio della pandemia, alcuni studi clinici randomizzati controllati hanno concluso che la terapia con plasma convalescente non era efficace contro la COVID-19, ma la maggior parte di questi si era focalizzata su pazienti che erano già sieropositivi o che erano in stadi avanzati di malattia, e/o hanno usato unità di plasma con insufficienti livelli di anticorpi. Gli studi clinici randomizzati che invece si sono concentrati sulla somministrazione di plasma convalescente ad alto titolo ed in fase iniziale hanno rilevato che il trattamento con plasma convalescente ha ridotto l'ospedalizzazione del ~50-80%, che è in linea con i risultati ottenuti con gli anticorpi monoclonali e gli antivirali di sintesi chimica. Un'analisi epidemiologica sul ricorso al plasma convalescente e sulla mortalità da COVID-19 negli Stati Uniti ha mostrato una forte correlazione inversa, fornendo una forte prova dell'efficacia a livello di popolazione. Da questi dati, è stato stimato che la distribuzione del plasma convalescente aveva evitato circa 100,000 morti negli Stati Uniti.
Nel periodo pandemico post-vaccinale, un ritorno all'uso del plasma convalescente si è verificato a partire dalla primavera 2022, quando le varianti Omicron di SARS-CoV-2 si sono mostrate resistenti a tutti gli anticorpi monoclonali contro la proteina Spike di SARS-CoV-2 autorizzati, e sono emerse preoccupazioni circa le controindicazioni e l'esposizione cronica agli antivirali di sintesi, che non erano mai stati studiati in pazienti immunocompromessi. Considerando il bisogno urgente di trattare i pazienti immunocompromessi che non sono protetti dopo la vaccinazione anti-COVID, la FDA negli Stati Uniti ha riautorizzato il plasma convalescente per questi pazienti; in accordo, il plasma convalescente è stato raccomandato nelle linee guida emesse dalla Società Americana di Malattie Infettive e dalla European Conference on Infections in Leukemia.
Nel contesto della vasta campagna vaccinale contro il COVID-19, è diventato di interesse un prodotto unico che può essere raccolto dai vaccinati convalescenti, battezzato "plasma ibrido" o "Vax-plasma"; tale doppia condizione crea infatti una immunità eterologa in grado di cross-reagire contro ogni variante di SARS-CoV-2 fin qui emersa.
Una petizione online è stata lanciata il 27 aprile 2022, per richiedere all'Organizzazione Mondiale della Sanità di revisionare le sue linee guida emesse a Dicembre 2021, che scoraggiano l'uso del plasma convalescente sulla base delle evidenze disponibili fino solo al luglio 2021.

## Funzionamento

### Gli anticorpi
Gli anticorpi specifici contro un patogeno sono ritenuti il fattore principale nel plasma convalescente in grado di produrre beneficio clinico. Nel caso dei virus, la parte di anticorpi che contiene la maggior parte di questa attività è quella che induce la neutralizzazione del virus, ovvero gli anticorpi neutralizzanti, che può essere quantificata nelle prove di neutralizzazione. Questa idea si basa su studi clinici di dose-risposta che hanno dimostrato come il beneficio clinico sia correlato direttamente al contenuto di anticorpo neutralizzante, e su studi meccanicistici che hanno stabilito l'attività antivirale degli anticorpi nel plasma convalescente.
In aggiunta alle alte concentrazioni di anticorpi, per l'efficacia è essenziale anche la tempestività di somministrazione; il plasma è in generale più efficace quando somministrato come profilassi o precocemente nel corso della malattia (ovvero fino a quando persiste la replicazione del patogeno o fino a quando si sviluppa la risposta immunitaria endogena nel paziente).

### Altri componenti del plasma convalescente
In aggiunta agli anticorpi, il plasma convalescente include una miscela di molte proteine e fattori diversi presenti anche in individui sani o che si sviluppano in parallelo durante la convalescenza.  Questi composti influenzano l'infezione, la coagulazione e l'infiammazione indipendentemente dall'effetto degli anticorpi anti-patogeno. Poiché la terapia col plasma convalescente è in genere molto sicura, e gli effetti degli anticorpi neutralizzanti dominano la risposta terapeutica, la comprensione attuale di questi potenziali effetti aggiuntivi è limitata, e costituisce un'area di ricerca tuttora in corso.

## Status regolatorio
Nelle linee guida 2022 per la produzione di emocomponenti redatte dallo European Directorate for the Quality of Medicines and Healthcare (EDQM), non esiste una monografia sul plasma convalescente.
Al di fuori delle sperimentazioni cliniche registrate, l'unico modo per prescrivere il plasma convalescente è oggi in molti paesi europei il cosiddetto uso compassionevole, una procedura che richiede il parere favorevole del comitato etico locale su ogni singolo paziente.
Negli Stati Uniti d'America, l'uso del plasma convalescente per il trattamento del COVID-19 rimane soggetto all'autorizzazione per uso emergenziale emessa dalla Food and Drug Administration.